# Синдром Лаєлла
Синдро́м Лає́лла (англ. Lyell's syndrome), також токсичний епідермальний некроліз (англ. Toxic epidermal necrolysis (TEN)) — тяжке імуноалергічне захворювання, переважно індуковане лікарськими препаратами, що загрожує життю хворого та являє собою шкірно-вісцеральну патологію, характеризується інтенсивним епідермальним відшаруванням і некрозом епідермісу з утворенням великих пухирів та ерозій на шкірі та слизових оболонках. Вперше його описав у 1956 році шотландський дерматолог Алан Лаєлл. Клінічні ознаки синдрому Лаєлла нагадують опік шкіри ІI-III ступеня, тому іноді це захворювання називають опіковим шкірним синдромом. Синдром Лаєлла спостерігають у 0,3 % випадків алергічних реакцій.

## Етіологія та фактори ризику

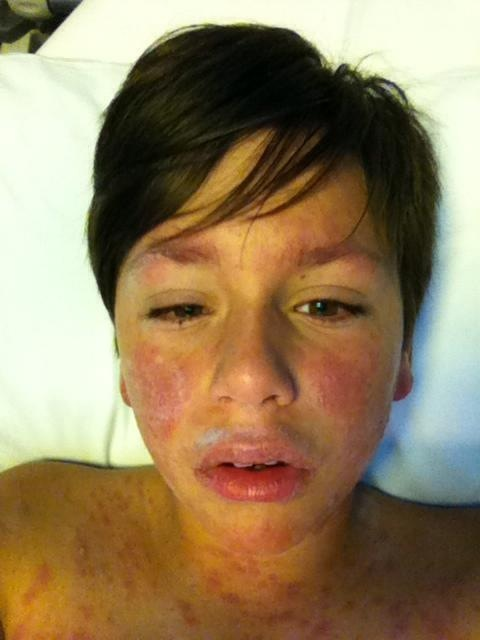
Початкові прояви синдрому Лаєлла, які помилково були визначені, як вітряна віспа.

Причини розвитку синдрому Лаєлла поділяють на чотири підгрупи:
- Алергічна реакція на інфекційний агент, переважно стафілококову інфекцію. Ця форма синдрому Лаєлла є найтяжчою, і частіше її спостерігають у дітей.[3][4]
- Медикаментозна алергія. Алергічна реакція виникає переважно після застосування антибіотиків, сульфаніламідних препаратів (у тому числі ко-тримоксазолу), ацетилсаліцилової кислоти та інших нестероїдних протизапальних препаратіви, барбітуратів, вітамінів та біологічно активних добавок, протитуберкульозних препаратів, рентгеноконтрастних препаратів.[5] Часто синдром Лаєлла спостерігають після прийому кількох препаратів, особливо коли серед них були сульфаніламідні препарати,[3] або на фоні поліпрагмазії, особливо у дітей.[1]
- Синдром Лаєлла із невстановленою етіологією захворювання (ідіопатичний). Причина виникнення захворювання у таких випадках залишається не визначеною.
- Синдром Лаєлла із комбінованими причинами виникнення (медикаментозні та алергічні). Цю форму синдрому Лаєлла частіше спостерігають на тлі лікування інфекційних захворювань.[3][4]

Значну роль у виникненні синдрому Лаєлла відводять генетичній схильності організму до алергічних реакцій. У багатьох хворих є наявність у анамнезі бронхіальної астми, полінозу, екземи, алергічного контактного дерматиту. У таких осіб препарат грає роль гаптена, що фіксується до клітин шкіри, та запускає алергічну реакцію. Таким чином, алергічна реакція направлена не лише на лікарський препарат, але і на клітини шкіри хворого, та нагадує процес відторгнення трансплантату, за який імунна система сприймає власну шкіру хворого. Вважають, що 10 % популяції людей мають генетичну схильність до сенсибілізації організму. Виявили асоціацію синдрому Лаєлла із антигенами гістосумісності НАН-А2, А29, В12, Dr7.

## Клінічні ознаки
Синдром Лаєлла починається гостро, із підвищення температури до 38—41 °C. Через кілька годин від початку захворювання на шкірі обличчя, тулуба, кінцівок та слизових оболонках ротової порожнини і статевих органів з'являються висипання у вигляді набряклих та болючих плям, місцями еритем, що можуть частково зливатися. Через невеликий проміжок часу (в середньому 12 годин) на ділянках зовні здорової шкіри починається відшарування епідермісу. При цьому утворюються тонкостінні пухирі великих розмірів, покриті стоншеною шкірою, яка легко розривається при механічній травмі. Після розриву пухирів утворюються великі ерозії, вкриті по периферії обривками пухирів та оточені набряклою і гіперемованою шкірою. З ерозій виділяється серозно-геморагічний ексудат, що стає причиною швидкого зневоднення хворого. При синдромі Лаєлла спостерігають характерний також для пемфігусу (або пухирниці), симптом Нікольського — відшарування епідермісу у відповідь на незначне поверхневе подразнення шкіри. Шкіра при синдромі Лаєлла має вигляд, подібний до клінічної картини опіку шкіри ІІ—III ступеня. На слизовій оболонці ротової порожнини, губ, статевих органів з'являються множинні ерозії великих розмірів, з вираженою болючістю та кровоточивістю. У ділянці губ утворюються геморагічні кірки та тріщини, що утруднюють прийом навіть рідкої їжі. Часто, особливо у дітей, синдром Лаєлла може починатися із кон'юнктивіту. Часто при синдромі Лаєлла уражаються також слизові оболонки гортані, трахеї, бронхів, сечового міхура і уретри, шлунку, стравоходу та кишечнику, спостерігають випадіння волосся та нігтів.
Виділяють три форми клінічного перебігу синдрому Лаєлла:
- миттєву, при якій захворювання закінчується летальним наслідком;
- гостру, при якій до синдрому Лаєлла приєднується вторинна інфекція, та має місце висока імовірність смерті;
- доброякісну, коли хвороба самостійно регресує протягом 6—10 діб.

У багатьох випадках спостерігають порушення функції печінки, серцево-судинної системи, нирок. При тяжкому перебігу синдрому Лаєлла хворі гинуть від зневоднення, ниркової недостатності, набряку легень та коми.

## Діагностика
При лабораторному обстеженні хворих із синдромом Лаєлла клінічному аналізі крові спостерігають лейкоцитоз, моноцитоз, підвищення ШОЕ, зниження рівня або відсутність у лейкоцитарній формулі еозинофілів (що може свідчити про приток еозинофілів до уражених патологічним процесом тканин). У клінічному аналізі сечі спостерігають протеїнурію та гематурію. У біохімічному аналізі крові виявляють підвищення рівня білірубіну, креатиніну та сечовини, активності амінотрансфераз, у коагулограмі спостерігають підвищення факторів згортання крові.

## Лікування
Лікування синдрому Лаєлла подібне до лікування хворих із опіками та включає дезінтоксикаційну терапію, корекцію гіповолемії, попередження розвитку ускладнень. Обов'язковою умовою початку лікування є припинення застосування препарату, який спричинив синдром Лаєлла. Рекомендують максимальну стерильність оточуючого середовища (створення так званого «опікового намету»), антибіотики застосовують з великою обережністю для попередження посилення алергізації організму. Рекомендують зрошення ерозій аерозолями із глюкокортикоїдостероїдами, застосовують місцево примочки з антисептичними засобами, солкосерилову мазь, мазі з глюкокортикостероїдами. При ураженні слизової оболонки рота показано полоскання ротової порожнини слабкими розчинами антисептиків. При ураженні очей застосовують мазь із цинком або гідрокортизоном. Парентерально застосовують великі дози глюкокортикостероїдів (преднізолон, метилпреднізолон). З дезинтоксикаційною метою застосовують реополіглюкін, альбумін, нативну плазма крові, розчини електролітів. Показані при синдромі Лаєлла також інгібітори протеаз (апротинін), хлорид кальцію та тіосульфат натрію. Із десенсибілізуючою метою застосовують антигістамінні препарати (тавегіл, супрастин). З високою ефективністю широко використовують плазмаферез та гемосорбцію, а також гіпербаричну оксигенацію.